# یاکوب برونام
یاکوب برونام (انگلیسی: Jacob Brønnum Scavenius Estrup؛ ۱۶ آوریل ۱۸۲۵ – ۲۴ دسامبر ۱۹۱۳) یک سیاست‌مدار اهل دانمارک بود.